# قطعنامه ۲۴ شورای امنیت
قطعنامه ۲۴ شورای امنیت سازمان ملل متحد که در تاریخ ۳۰ آوریل ۱۹۴۷ تصویب شد، سندی بین‌المللی دربارهٔ پذیرش اعضای جدید در سازمان ملل متحد است. این قطعنامه طی نشست ۱۳۲ام با ۱۰ موافق، ۰ مخالف و ۱ ممتنع تصویب شد.